# (599) Luisa
(599) Luisa est un astéroïde de la ceinture principale découvert par Joel Hastings Metcalf le 25 avril 1906.